# Риу-Гранди-ду-Сул
Ри́у-Гра́нди-ду-Сул (порт. Rio Grande do Sul) — самый южный штат Бразилии, в её Южном регионе. Административный центр — город Порту-Алегри. На севере граничит со штатом Санта-Катарина, на юге с Уругваем, на западе по реке Уругвай с Аргентиной.
Риу-Гранди-ду-Сул занимает четвёртое место в Бразилии по объёму ВВП, уступая по этому показателю только штатам Сан-Паулу, Рио-де-Жанейро и Минас-Жерайс, пятое место по численности населения и делит четвёртое и пятое места индексу развития человеческого потенциала со штатом Рио-де-Жанейро.
На юге штата расположены развалины миссии Сан-Мигел-дас-Мисойнс, включённой в список всемирного наследия ЮНЕСКО.

## Этимология
Название штата произошло благодаря серии картографических ошибок и неточностей. Первые португальские поселенцы на территории современного штата Риу-Гранди-ду-Сул посчитали, что озеро Патус — это устье так называемой Большой Реки, то есть Риу-Гранди. Это десятилетиями отмечалось, в том числе и на голландских картах, прежде чем началась полномасштабная колонизация региона португальцами. Первым голландским картографом, отметившим Большую Реку на карте, был Фредерик де Вит в 1670 году, именно он ввёл в обиход название Патус. В 1698 году Николаус Виссер отметил на карте контуры озера Патус очень близко к современным представлениям о ландшафте региона. Около 1720 года выходцы с Азорских островов высадились в районе озера Патус на территории современного города Сан-Жозе-ду-Норти и назвали эти земли Риу-Гранди-ди-Сан-Педру (Большая река Святого Петра). Первым городом, появившимся в местных владениях португальской короны, стал Риу-Гранди в 1737 году, через год был основан Сан-Жозе-ду-Норти. Исходя из названия первого города, было дано название всем прилегающим территориям Риу-Гранди-ду-Сул, то есть Большая южная река, поскольку этот район Большой реки стал самым южным владением Португалии в Новом Свете.

## География
Площадь штата Риу-Гранди-ду-Сул 281 748,538 км², что эквивалентно площади такого государства, как Эквадор. Риу-Гранди-ду-Сул занимает 3 % общей территории Бразилии.
На всей территории штата, как и на всём юге страны, действует часовой пояс UTC−3. Штат целиком расположен южнее тропика Козерога. На востоке и юго-востоке омывается Атлантическим океаном, причём вблизи его побережья расположены два крупнейших озера-лагуны в Бразилии: Лагоа-Мирин и Мангейра. По первой из этих лагун проходит государственная граница с Уругваем. Кроме того, на территории штата располагается одно из крупнейших в мире озёр-лагун с солёной водой Патус, которая в Латинской Америке по площади уступает лишь озеру Маракайбо.
Реки: Жакуи, Жагуаран.

## Палеонтология
На территории Риу-Гранди-ду-Сул расположена богатая на окаменелости триасового периода формация Катуррита. В 2001 году цинодонт из этих отложений получил название в честь штата — Riograndia. Из других животных формации Катуррита можно выделить дицинодонта Jachaleria, цинодонта Exaeretodon из семейства Traversodontidae и ринхозавра Scaphonyx. Присутствие Exaeretodon и Scaphonyx указывает на родство с фауной из аргентинской формации Исчигуаласто, тогда как Jachaleria лучше соотносится с нижней секцией аргентинской формации Лос-Колорадос. Все три рода подтверждают позднетриасовый возраст отложений, более древний, чем у верхней части формации Лос-Колорадос.

## Климат
Климат, в целом, мягкий. Зимой холодные воздушные массы с юга приносят проливные дожди и иногда снег на возвышенности. Летом преобладающие северо-восточные ветры приносят меньше осадков и жаркую погоду, особенно во внутренней части штата.

## История
Существуют археологические находки, которые свидетельствуют о существовании коренного населения в этом районе приблизительно 12000 лет до н. э. В основном, это были ныне исчезнувшие племена минуане, а также предки гуарани.
Современная история штата началась с открытия Нового Света. По Тордесильясскому договору XVI века территория Риу-Гранди-ду-Сул стала частью Испанского королевства. В 1627 году испанские иезуиты создали первые миссии недалеко от реки Уругвай, но были изгнаны в 1680 году португальцами, вскоре после того, как король Португалии решил значительно расширить свои владения на юг и запад южноамериканского континента, основав на побережье эстуария Ла-Платы Колонию-дель-Сакраменто. Испанские иезуиты в 1687 году образовали Семь восточных миссий (исп. Misiones Orientales), вытянувшихся вдоль современной границы Риу-Гранди-ду-Сул с аргентинской провинцией Мисьонес.
В 1737 году в этот регион была послана португальская военная экспедиция под командованием бригадного генерала Жозе да Силвы Паиша с целью обеспечения неприкосновенности лузитанской собственности на южные территории, которые стали объектом спора между Португалией и Испанией. Чтобы укрепить это владение в военном отношении, Жозе да Силва Паиш построил в том же году вблизи одного из озёр мощное укрепление, из которого впоследствии вырос современный город Риу-Гранди, первый форпост португальской колонизации в Риу-Гранди-ду-Сул.
В 1742 году португальские колонисты основали деревню, которая впоследствии станет городом Порту-Алегри. Борьба за владение этой землёй между португальцами и испанцами завершилась в 1801 году, когда к самой территории Риу-Гранди окончательно отошли Семь восточных миссий.
В 1807 году Риу-Гранди получил статус генерал-капитанства. Центр административной власти сместился к современному муниципалитету Порту-Алегри, хотя первоначально резиденцией правительства капитанства был Виаман. В колониальный период этот регион стал ареной многочисленных столкновений между испанцами и португало-бразильцами.
В XIX веке, с образованием Бразильской империи, регион получил статус провинции и играл важную роль в конфликтах между новообразованной империей и молодыми республиками в районе Ла-Платы, начиная с Аргентино-бразильской войны, в результате которой независимость получил Уругвай. Риу-Гранди-ду-Сул играл заметную роль в истории Бразилии. Именно этот штат стал основной ареной Революции Фарропилья, самой продолжительной гражданской войны в истории страны. В период регентства (1831—1840) в Риу-Гранди-ду-Сул происходили наибольшие беспорядки, приведшие к Революции Фарропилья (1835—1845). В результате этого восстания в период с 11 сентября 1836 года по 5 марта 1845 года на территории Риу-Гранди-ду-Сул существовала самопровозглашённая Республика Пиратини.
Во времена Второй империи (1840—1889) в регионе формировалась самобытная культура. Провинция стала главной перевалочной базой бразильцев в борьбе объединённых войск против генерала и диктатора Аргентинской конфедерации Хуана Мануэля де Росаса в битве при Касеросе в 1852 году и в Парагвайской войне (1864 — 1870). Лишь во времена правления губернатора Жетулиу Варгаса (1928—1930) в провинции окончательно воцарился мирный путь развития.
С 1824 года в провинцию стали прибывать многочисленные группы непортугальцев — немцев, а после 1875 года итальянцев. Это оказало заметное влияние на дальнейшее экономическое развитие и этническую картину штата. В середине 1880-х годов население штата в первую очередь занималось сельскохозяйственной деятельностью: разведением крупного рогатого скота и производством вяленого мяса, особенно на юге. На севере штата помимо сельского хозяйства были развиты многочисленные ремёсла.
В штате по-прежнему есть сепаратистские настроения, вплоть до имевших место попыток провозглашения Республики Гаучо Пампа (Republic of Gaucho Pampas) в штате и Федеративной Республики Пампа (Federal Republic of Pampas) во всём регионе. (см.)

## Население
Согласно сведениям, собранным в ходе переписи 2010 г. Национальным институтом географии и статистики (IBGE), население штата составляет:
| Полное население                       | Полное население                       | Полное население                       | Полное население                       | 10 693 929 |
| -------------------------------------- | -------------------------------------- | -------------------------------------- | -------------------------------------- | ---------- |
| в том числе:                           | Городское население                    | 9 100 291                              | Процент городского населения, %        | 85,10      |
|                                        | Сельское население                     | 1 593 638                              | Процент сельского населения, %         | 14,90      |
|                                        | Мужское население                      | 5 205 057                              | Процент мужского населения, %          | 48,67      |
|                                        | Женское население                      | 5 488 872                              | Процент женского населения, %          | 51,33      |
| Плотность населения, чел/км²           | Плотность населения, чел/км²           | Плотность населения, чел/км²           | Плотность населения, чел/км²           | 39,79      |
| Население штата в % к населению страны | Население штата в % к населению страны | Население штата в % к населению страны | Население штата в % к населению страны | 5,61       |

Население штата, в первую очередь, состоит из потомков переселенцев из Португалии и Азорских островов, включая негров. Среди выходцев из других регионов преобладают потомки переселенцев из испаноязычной части Южной Америки (Аргентина и Уругвай), Италии, Германии и евреи. К национальным меньшинствам относятся потомки поляков, японцев, ливанцев, сирийцев, арабов, нидерландцев, китайцев, французов, а также русских, украинцев и литовцев.

## Административное устройство
Административно штат разделён на 7 мезорегионов и 35 микрорегионов. В штате 496 муниципалитетов.

## Экономика
В настоящее время Риу-Гранди-ду-Сул является одним из 27 субъектов бразильской федерации. Несмотря на значительную индустриализацию, сельское хозяйство продолжает играть большую роль в жизни штата.
Первоначально экономика Риу-Гранди-ду-Сул сильно зависела от сельского хозяйства, в частности, от разведения крупного рогатого скота. На данный момент этот штат относится к промышленно и коммерчески развитым регионам страны.
В штате довольно развито виноделие, он является основным винодельческим регионом Бразилии из-за подходящего умеренного климата.
За последние два десятилетия значительно выросла сфера услуг, которая составляет теперь 67,4 % в ВВП штата. Следом идут промышленность — 23,2 %, и сельское хозяйство — 9,4 % (2015). В национальном ВВП экономика штата составляет 6,5 % и является четвёртой в стране (2016).